# Jornal O Cidadão
Jornal O Cidadão è un periodico settimanale capoverdiano, con sede a Mindelo, nell'isola di São Vicente. È stato fondato nel 1988 ed è pubblicato in lingua portoghese. Ha larga diffusione nell'arcipelago e riporta notizie di attualità, sport, meteo, economia e intrattenimento. È disponibile anche in versione on line.